# حلقه تیتانیمی
حلقه‌های تیتانیم (به انگلیسی: Titanium ring) حلقه‌های جواهرات یا نوارهایی هستند که در درجه اول از تیتانیم ساخته شده‌اند. ترکیبات واقعی تیتانیم می‌تواند متغیر باشد، مانند «خالص تجاری» (۹۹٫۲٪ تیتانیم) یا «گرید هوایی» (۹۰٪ تیتانیم، ۶٪ آلومینیوم، ۴٪ وانادیم) و حلقه‌های تیتانیم اغلب در ترکیب با مواد دیگر مانند سنگهای قیمتی و فلزات جواهرسازی ساخته می‌شوند. حتی با وجود این تغییرات در ترکیب و مواد، معمولاً به این حلقه‌ها که حاوی مقادیر بالایی تیتانیم می‌باشند حلقه‌های تیتانیم گفته می‌شود.
حلقه‌های ساخته شده از تیتانیم یک پدیده مدرن است که تقریباً در دهه ۱۹۹۰ در بازار گسترش یافت. حلقه‌های تیتانیم چندین خاصیت منحصر به فرد از جمله زیست سازگاری، سبکی وزن، مقاومت در برابر خوردگی و نسبت استحکام به وزن بالا دارند.

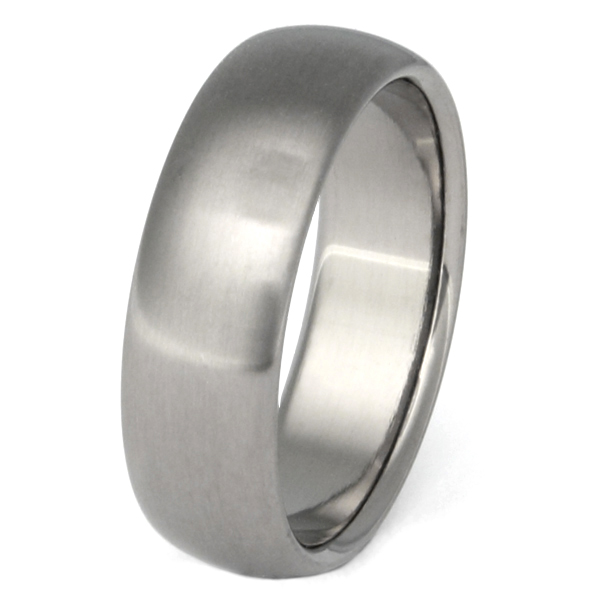
حلقه تیتانیمی.

## تاریخچه
تیتانیوم در سال ۱۷۹۱ توسط (ویلیام گرگور) در (کرن وال) در انگلستان کشف شد. همچنین در همان زمان توسط معدن‌شناس مجارستانی به نام (Franz-Joseph muller von Reichenstein) تیتانیم کشف شد؛ و بعداً در سال ۱۷۹۵ توسط شیمیدان آلمانی (مارتین هاینریش کلپروت) نام تیتانیوم به آن داد شد، که اشاره ای به تایتان‌های اساطیر یونان داشت.
با این حال، پس از سال ۱۹۳۲ به با روشهای تعیین شده توسط (ویلیام جاستین کرول)، استفاده تجاری از تیتانیوم امکان‌پذیر نشد. کرول روش‌های کاهش تتراکلرید تیتانیوم (TiCl4) را ابداع کرد.
روند او هنوز هم امروزه برای تولید تیتانیوم تجاری استفاده می‌شود.
هزینه حلقه‌های تیتانیوم می‌تواند بسیار بالا باشد. ظاهراً به این دلیل است که فرایند استخراج تیتانیوم از سنگ معدنهای مختلف آن بسیار پرتحرک و پرهزینه است.اگرچه تیتانیم به عنوان یک ماده مهندسی بسیار گران است، اما بسیار ارزان‌تر از فلزات گرانبهای معمول جواهرسازی، حتی نقره است. در آغاز سال ۲۰۱۴، قیمت تیتانیوم خالص یا آلیاژهای تجاری مشترک آن از ۱۰ دلار در هر پوند تجاوز نکرد. فرایند ماشینکاری حلقه‌های تیتانیوم بسیار گران و همجنین لازم است زیرا ساخت حلقه از این فلز با نورد یا لحیم کاری به روشی که نقره، طلا و حتی پلاتین شکلدهی می‌شود، ناممکن است.
مشخص نیست چه کسی برای اولین بار تیتانیوم را به یک حلقه یا یک قطعه جواهرات تبدیل کرده‌است. حلقه عروسی تیتانیوم به عنوان یک نکته جزئی در فیلم علمی تخیلی و رمان(The Abyss) در سال ۱۹۸۹ دیده می‌شود.
تقریباً دهه ۱۹۹۰ تیتانیوم در بازار آزاد ظاهر شد. از سال ۲۰۰۰، حلقه‌های تیتانیوم در مقیاس بزرگ در دسترس قرار گرفت، به طوری که در بیشتر فروشگاه‌های جواهرات آنلاین و دیگر فروشگاه‌ها حلقه‌های تیتانیومی به عنوان بخشی از جواهرات به فروش رسید.. اکنون بسیاری از شرکت‌ها منحصراً در طراحی و فروش حلقه‌های تیتانیوم تخصص دارند.

## فرایند ساخت
حلقه‌های تیتانیوم با استفاده از میله‌های جامد، لوله‌ها یا ورق‌های تیتانیوم ساخته می‌شوند که به شکل و اندازه دلخواه حلقه بریده می‌شوند. این فلز را می‌توان با استفاده از تجهیزات مشابه و از طریق همان فرایندهای مهندسی مورد استفاده برای فولاد ضدزنگ، ماشینکاری کرد.
روشهای معمول ساخت جواهرات مانند نورد و لحیم کاری برای تیتانیوم عملی نیست، اگرچه می‌توان آنها را با جوشکاری در یک فضای بی اثر با استفاده از مثلاً جوشکاری لیزر ساخت.

## خواص و ویژگی‌ها
تیتانیوم به دلیل داشتن خواص منحصر به فرد مختلف به عنوان یک ماده جواهرات محبوب شده‌است. تیتانیوم زیست سازگار است (که اغلب از آن به عنوان hypoallergenic یاد می‌شود) یا برای بدن انسان غیر سمی است. به همین دلیل، حلقه‌های تیتانیوم برای مصرف‌کنندگانی که به سایر مواد جواهرات حساسیت داشته یا در استفاده از آن دچار مشکل بوده یا رنج می‌برند، مناسب خواهد بود.تیتانیوم نسبت به بیشتر علل خوردگی از جمله آب دریا، آبزیان، کلر (در آب) و برخی از اسیدها بسیار مقاوم است. با این وجود در اسیدهای غلیظ محلول است.حلقه‌های تیتانیوم برای کسانی که مرتباً در اقیانوس یا استخرهای کلر دار شنا می‌کنند جواهرات عملی هستند. این برخلاف برخی از مواد سنتی جواهرات مانند نقره، برنج و برنز است که مستعد لکه دار شدن یا خراب شدن دیگری هستند. حلقه‌های تیتانیوم معمولاً نسبت به سایر فلزات از مقاومت به خستگی بالاتری برخوردار هستند.تغییر اندازه حلقه‌های تیتانیوم دشوار بوده اما امکان‌پذیر است. این مقدار کاهش و افزایش اندازه محدود است.
در شرایط اضطراری بریدن یا قطع کردن این حلقه‌ها کمی دشوارتر از حلقه‌های طلا هستند. تیتانیوم در مقاومت برشی با اره قابل مقایسه با فولاد است

## پوشش دادن (آنودایز کردن)
آنودایزاسیون حلقه‌های تیتانیوم فرایندی است که به وسیله آن یک فیلم اکسید بر روی سطح تیتانیوم از طریق یک فرایند الکترولیتی برای ایجاد رنگ تشکیل می‌شود. در مورد حلقه‌های تیتانیوم، این فرایند پس از ماشینکاری انجام می‌شود. اکسیداسیون رنگ معمولی تیتانیوم را تغییر می‌دهد (به‌طور کلی بسته به ترکیب و و متغیرهای فرایند) و مقاومت در برابر خوردگی را افزایش می‌دهد. انجام فرایند آنودایزاسیون بسیار ساده است: قطعه در یک الکترولیت غوطه ور است، کولا به‌طور گسترده‌ای مورد استفاده قرار می‌گیرد و یک ولتاژ DC، در حدود ۱۰۰ ولت، اعمال می‌شود. ولتاژ ضخامت و در نتیجه رنگ آنودایز شده را کنترل می‌کند. برای رنگ آمیزی تیتانیوم آنودایز شده رنگ لازم نیست. رنگی که به حلقه تیتانیوم منجر شود به ضخامت پوشش اکسید بستگی دارد که توسط ولتاژ آنودایزر تعیین می‌شود. تصویر سمت چپ محدوده طیف رنگی را نشان می‌دهد که با آندایز کردن می‌توان به آن دست یافت. رنگها، که طول موجهای متفاوتی از نور دارند، از تداخل سازنده بین نور منعکس شده از سطح لایه اکسید و نور منعکس شده از سطح فلز زیر ناشی می‌شوند. 

رنگهایی که از طریق آنودایزاسیون تیتانیوم قابل دستیابی هستند.

## آلیاژ تیتانیوم
تیتانیوم را می‌توان با بسیاری از فلزات دیگر آلیاژ کرد تا خصوصیات تیتانیوم را تغییر دهد. متداول‌ترین شرکای آلیاژ برای تیتانیوم آلومینیوم، وانادیوم، آهن، مولیبدن و مس هستند. هر یک از خاصیت‌های تیتانیوم را برای مقاصد مختلف تغییر می‌دهد - به عنوان مثال، مس را می‌توان برای سخت شدن تیتانیوم استفاده کرد. یکی از رایج‌ترین ترکیبات حلقه‌های تیتانیوم با عنوان «گرید هوایی» (که به آن AL6-V4 یا ۴–۶ نیز گفته می‌شود) شناخته می‌شود، این ترکیب به دلیل کاربرد آن در ساخت هواپیما مشهور است (با این حال، از آن برای اهداف پزشکی، دریایی و شیمیایی استفاده می‌شود). این ترکیبی از ۶٪ آلومینیوم، ۴٪ وانادیوم و ۹۰٪ تیتانیوم است (و همچنین مقدار کمی از آهن و اکسیژن؛ به ترتیب حداکثر ۰٫۲۵٪ و ۰٫۲٪) و یکی از قوی‌ترین و سبکترین ترکیب‌های شناخته شده‌است. تیتانیوم درجه هوایی به دلیل داشتن خواص مناسب (و مناسب در مقایسه با سایر ترکیبات تیتانیوم) و همچنین در دسترس بودن و گسترش تجاری آن، اغلب در ساخت حلقه‌های تیتانیوم مورد استفاده قرار می‌گیرد.

## لایه سازی (لایه نشانی)
لایه نشاندن یا گوهرنشان کردن حاصل ترکیب یا دو یا چند فلز در یک حلقه هستند. این نیست که با آلیاژ اشتباه گرفته شود. فرایند لایه برداری شامل خرد کردن فلزات به کانالها است که در نتیجه تحت فشار قرار می‌گیرند. در حلقه، این معمولاً باعث می‌شود فلزات کنار هم روی سطح قرار بگیرند - به عنوان مثال، نوار طلایی که در وسط حلقه تیتانیومی قرار داده می‌شود. هدف از این لایه‌ها این است که فلزات مختلف را در یک حلقهٔ تیتانیوم قابل تشخیص قرار دهند.

## انواع و سبک‌ها
حلقه‌های تیتانیوم در طول تاریخ مختصر توسعه آنها به عنوان یک کالای جواهرات، به سبک‌های مختلفی قابل تشخیص ساخته شده‌اند. برخی از این سبک‌ها هستند:

### کلاسیک
سبک‌های حلقه تیتانیومی که از آن به عنوان «کلاسیک» یاد می‌شود، به‌طور کلی به یک بیضی یا دایره ساده با یک سطح صاف و براق ساخته شده‌است. علاوه بر ماشینکاری معمولی، از هیچ تکنیک و تجهیزات خارجی در تولید آن استفاده نمی‌شود.

### ظاهر چوبی (Mokume-gane)
Mokume-gane به حلقه‌های تیتانیوم ظاهر دانه‌های چوبی می‌بخشد. این تکنیک جعل ژاپنی (همچنین قرون وسطی اروپای میانه) است که در قرن هفدهم میلادی بر شمشیرهای سامورایی اعمال شده‌است؛ که به مهارت فوق‌العاده ای نیاز داشت. اگرچه امروزه فرایندهای مدرن، مانند جوهای کنترل شده و کوره‌های کنترل دما، دستیابی به این روش را آسان‌تر می‌کنند.

### ظاهر ابریشمی (Sable)
sable ظاهر ابریشم نرم را نشان می‌دهد.

### ظاهر منجمد (Frost)
این حلقه‌های تیتانیوم از نظر ظاهری منجمد می‌شوند. به‌طور خاص، میعان یخ زده که روی کالایی که در فریزر قرار داده شده‌است، ظاهر می‌شود.